# 持参
| ウィキペディアには「持参」という見出しの百科事典記事はありません（タイトルに「持参」を含むページの一覧/「持参」で始まるページの一覧）。 代わりにウィクショナリーのページ「持参」が役に立つかもしれません。 |